# Деревня Шариповского участка
Деревня Шариповского участка (баш. Шәрип участкаһы аулы) — деревня в Краснокамском районе Республики Башкортостан Российской Федерации. Входит в состав Новокаинлыковского сельсовета.

## География

### Географическое положение
Расстояние до:
- районного центра (Николо-Берёзовка): 40 км,
- центра сельсовета (Новый Каинлык): 10 км,
- ближайшей ж/д станции (Нефтекамск): 33 км.

## Население
| 2002 | 2009 | 2010 |
| ---- | ---- | ---- |
| 156  | ↗164 | ↘117 |